# Aguirre Point
Der Aguirre Point ist eine Landspitze an der Nordküste von Elephant Island im Archipel der Südlichen Shetlandinseln. Sie liegt 5,5 km westlich des Kap Valentine und 2,5 km westlich des Téllez Point.
Das UK Antarctic Place-Names Committee benannte sie 2019. Namensgeber ist León Aguirre Romero, Zweiter Offizier auf der Yelcho unter Kapitän Luis Pardo, mit der am 30. August 1916 die Rettung der auf Elephant Island gestrandeten Teilnehmer der Endurance-Expedition (1914–1917) des britischen Polarforschers Ernest Shackleton gelang.